# ペドロ・オルティス
ペドロ・オルティス・ベルナト（Pedro Ortiz Bernat、2000年8月19日 - ）は、スペイン・バレアレス諸島州ソーリェル出身のサッカー選手。コルドバCF所属。ポジションはMF。

## クラブ経歴
2018年9月2日、CDアトレティコ・バレアレスにて、この日のCDアルコヤーノとのリーグ戦でプロデビューを果たした。
2019年7月2日、セビージャFCに4年契約で移籍し、Bチーム登録となった。
2021年8月15日、ラ・リーガのラージョ・バジェカーノにてセビージャでのトップチームデビューを果たした。
2025年1月31日、コルドバCFに移籍した。